# Mario Gambazza
Mario Gambazza (Maleo, 3 gennaio 1924 – San Bassano, 7 marzo 2008) è stato un allenatore di calcio e calciatore italiano, di ruolo portiere.

## Carriera
Dopo gli esordi con Codogno, Fanfulla, Massese e Cremonese, giunse in Serie A militando nella Salernitana di Gipo Viani. Esordì nella massima serie l'11 gennaio 1948, sul campo del Milan, e disputò 15 partite nel campionato concluso con la retrocessione dei granata, mettendosi particolarmente in luce nel pareggio a reti bianche ottenuto contro la Juventus. Rimase a Salerno anche dopo la retrocessione, fino al 1951, collezionando in tutto 84 presenze con la formazione campana.
In seguito militò nel Lecce, in prestito per una stagione, e dopo una parentesi ancora in prestito alla Cavese passò al Pavia, dove scese in campo in due occasioni da terzo portiere, conquistando la promozione in Serie B nel 1953. Terminata la carriera agonistica, fu allenatore del Seregno, della Pro Sesto, del Varese e del Chiasso a metà degli anni Sessanta.

## Palmarès

### Club

#### Competizioni nazionali
- Serie C: 1

Pavia: 1952-1953